# Kaj Munk
Kaj Munk, född Kaj Harald Leininger Petersen 13 januari 1898 i Maribo på ön Lolland, död 4 januari 1944 på Hørbylunde Bakke vid Silkeborg (mördad), var en dansk dramatiker, präst och motståndsman.

## Biografi
Kaj Munk föddes 1898 som son till garvarmästaren Carl Emanuel Petersen och dennes hustru Ane Mathilde Christensen. När han var fem år blev han föräldralös och tvingades att flytta till moderns kusin Marie och hennes make Peter, familjen Munk som adopterade honom 1916. Han utexaminerades 1924 från universitetet i Köpenhamn med en kandidatexamen i teologi, samma år tilldelades han befattningen som präst i Vedersø församling på västra Jylland där han verkade fram till sin död. 
I de tidigaste pjäserna som till exempel debuten En idealist från 1928 förkastar Munk demokratin som en politisk lösning; denna och dramat Cant handlar om starka envåldshärskare, Herodes respektive Henrik VIII. Det dröjde innan han slog igenom. Under de första åren Hitler satt vid makten i Tyskland, skrev Munk en omarbetning av Hamlet med vad som brukar framhållas som nazistiska sympatier, men han kom att ändra denna ståndpunkt totalt. Han sitter vid smältdegeln (Han sidder ved Smeltediglen) från 1938 var en kraftig protest mot nazisternas judeförföljelser, och detta ställningstagande togs långt innan protesterna blivit vanligare. 
När Tyskland invaderade Danmark började Munk predika mot det nazistiska styret och systemet. Han skrev ett flertal pjäser som uppmanade danskarna att göra motstånd mot tyskarna som exempel Niels Ebbesen från 1942. Den beslagtogs av tyskarna och han förbjöds även predika, vilket han bröt emot i december 1943. Han mördades av Gestapo i januari 1944, och blev en symbol för den danska motståndsrörelsen. 
Kaj Munks drama Ordet från 1925 upptogs 2006 i Danmarks kulturkanon.